# Jaderná elektrárna Bradwell
Jaderná elektrárna Bradwell byla jaderná elektrárna na poloostrově Dengie v ústí řeky Blackwater v Essexu v Anglii Spojeném království.

## Historie a technické informace
Jaderná elektrárna Bradwell měla dva plynem chlazené reaktory typu Magnox, využívající přírodní uran, moderátorem byl grafit.
Jedná se o první komerční jadernou elektrárnu vyřazenou z provozu ve Spojeném království.
Provozovatel: Magnox Electric → Nuclear Decommissioning Authority (NDA)
Dodavatel: The Nuclear Power Group (TNPG)

## Informace o reaktorech
| Reaktor    | Typ reaktoru | Výkon [MW] | Výkon [MW]  | Výkon [MW] | Zahájení stavby | Uvedení do provozu | Připojení k síti | Provoz           | Uzavření        |
| Reaktor    | Typ reaktoru | Tepelný    | Instalovaný | Čistý      | Zahájení stavby | Uvedení do provozu | Připojení k síti | Provoz           | Uzavření        |
| ---------- | ------------ | ---------- | ----------- | ---------- | --------------- | ------------------ | ---------------- | ---------------- | --------------- |
| Bradwell 1 | GCR/MAGNOX   | 481        | 146         | 123        | 1. ledna 1957   | 1. srpna 1961      | 1. července 1962 | 1. července 1962 | 31. března 2002 |
| Bradwell 2 | GCR/MAGNOX   | 481        | 146         | 123        | 1. ledna 1957   | 1. dubna 1962      | 6. července 1962 | 12 November 1962 | 30. března 2002 |